# Lanthannitrat
Lanthannitrat ist eine chemische Verbindung des Lanthans aus der Gruppe der Nitrate. Aus einer wässrigen Lösung wird stets das Hexahydrat mit der Formel La(NO3)3·6 H2O gebildet.

## Gewinnung und Darstellung
Lanthannitrat kann durch Reaktion von Salpetersäure mit Lanthan, Lanthanoxid, Lanthanhydroxid oder Lanthancarbonat gewonnen werden.
{\displaystyle \mathrm {La_{2}O_{3}\ +\ 6\ HNO_{3}\longrightarrow \ 2\ La(NO_{3})_{3}\ +3\ H_{2}O} }

## Eigenschaften
Lanthannitrat liegt hauptsächlich als Hexahydrat vor. Dieses ist ein farbloses kristallines Pulver mit leichtem Geruch, das gut löslich in Wasser ist. Das Hexahydrat besitzt eine trikline Kristallstruktur mit der Raumgruppe P1 (Raumgruppen-Nr. 2). Das durch thermische Zersetzung des Hexahydrates entstehende Tetrahydrat kommt in zwei polymorphen Formen vor, einer monoklinen mit der Raumgruppe P21/m (Raumgruppen-Nr. 11) und einer orthorhombischen mit der Raumgruppe Pbca (Raumgruppen-Nr. 61).

## Verwendung
Lanthannitrat-Hexahydrat wird zum Nachweis einer Acetylgruppe verwendet. Lösungen von Lanthannitrat dienen dem Nachweis von Fluorid. Es dient auch als Ausgangsmaterial für die elektrochemische Synthese von LaMnO3-Dünnfilmbeschichtungen auf Edelstahlsubstraten.